# ناو کلاس اکلیپس
کروزر کلاس اکلیپس (به انگلیسی: Eclipse-class cruiser) یک کلاس از کشتی است که طول آن ۳۵۰ فوت (۱۰۶٫۷ متر) می‌باشد.